# Municipio Zinacantepec
Koordinaten: 19° 17′ N, 99° 45′ W
Zinacantepec ist ein Municipio im mexikanischen Bundesstaat México. Es gehört zur Zona Metropolitana del Valle de Toluca, der Metropolregion um Toluca de Lerdo. Der Sitz der Gemeinde ist San Miguel Zinacantepec. Die Gemeinde hatte im Jahr 2010 167.759 Einwohner, ihre Fläche beträgt 309,9 km².

## Geographie
Zinacantepec liegt im Zentrum des westlichen Teils des Bundesstaates México, etwa 8 km westlich von Toluca de Lerdo. Zinacantepec befindet sich auf der höchstgelegenen Meseta des Landes auf 2750 m bis 3200 m Höhe. Gut die Hälfte der Gemeindefläche dient dem Ackerbau.
Das Municipio Zinacantepec grenzt an die Municipios Almoloya de Juárez, Toluca, Coatepec Harinas, Temascaltepec und Amanalco.

## Städte und Orte
Das Municipio umfasst 56 Orte, 8 davon haben über 5.000 Einwohner, weitere 29 zumindest 500 Einwohner. Die größten Orte des Municipios sind:
| Ortsname                     | Bevölkerung (2010) |
| ---------------------------- | ------------------ |
| San Miguel Zinacantepec      | 54.220             |
| San Antonio Acahualco        | 16.442             |
| San Juan de las Huertas      | 12.253             |
| Ejido San Lorenzo Cuauhtenco | 08.024             |
| Santa Cruz Cuauhtenco        | 07.460             |
| Barrio de México             | 07.414             |
| Conjunto Urbano La Loma I    | 06.192             |
| El Cóporo                    | 06.068             |
| Santa María del Monte        | 03.922             |
| La Joya                      | 03.800             |
| San Bartolo el Viejo         | 03.312             |
| Colonia Morelos              | 02.915             |
| Tejalpa                      | 02.729             |